# Michael H. Hart
Michael H. Hart (Nova York, 28 de abril de 1932) é um astrofísico, judeu e escritor estadunidense divulgador do nacionalismo branco. Com opiniões controversas e por vezes com argumentação contraditória, tornou-se famoso pelo seu livro, As 100 maiores personalidades da História (de 1978, com nova edição atualizada em 1992), em que apresentou uma lista das pessoas mais influentes da História da humanidade.
Também é notável por um artigo publicado em 1975 no qual examina o Paradoxo de Fermi, onde argumenta o contraste entre a extrema probabilidade de vida extraterrestre algures no universo e a total ausência de qualquer evidência disso. Desde então, o trabalho de Hart tornou-se um ponto de referência teórica para grande parte da investigação sobre este tema. O astrónomo Robert H. Gray aponta que termo paradoxo de Fermi é um equívoco; que não é obra de Fermi, nem é um paradoxo real, mas sim um argumento.
Em 2009, Hart organizou uma conferência racista e islamofóbica em Baltimore (Estados Unidos) com o título “Preservar a Civilização Ocidental”, enquadrando-a como resposta à necessidade de defender “a herança judaico-cristã da América e a identidade europeia”.

## Formação universitária
Michael Hart é formado em Ciências Humanas pela Universidade Cornell, em Direito pela New York Law School, Ciências Exatas pela Adelphi University e em Astronomia pela Universidade de Princeton.